# トニー・パーカー
トニー・パーカー（Tony Parker）ことウィリアム・アンソニー・パーカー・ジュニア（William Anthony Parker Jr., 1982年5月17日 - ）は、フランスの元プロバスケットボール選手。NBAのサンアントニオ・スパーズなどで活躍した。ポジションはポイントガード。現在は、LNBのアスヴェル・バスケットでオーナーを務めている。父はアメリカ人の元バスケット選手で母はオランダ人の元モデル。ベルギーのブルッヘ生まれでフランスで育ち、フランス国籍を持つ。

## 略歴

### フランス国内ジュニア
ジュニアの国内選手権では平均30得点7アシスト、幾度も20得点を達成するなど華々しい活躍で準優勝を果たした。15歳の頃にはパリ国立体育・スポーツ研究センター(INSEP)に入り、ここで後にNBAでプレイするボリス・ディアウやロニー・トゥリアフらと出会った。INSEP（チームは第3部）での2年目となった98-99シーズン、パーカーは16歳ながら平均22.1得点でリーグの得点王になった。この活躍でプロバスケットボールリーグLNBのパリ・バスケット・レーシングと契約、17歳でプロデビューを果たし、プロ2年目にはチームのエース格に成長し、14.7得点5.6アシストの成績を残した。また2000年のジュニア・ヨーロッパ選手権では優勝を果たした。

### NBA

#### サンアントニオ・スパーズ
19歳になったパーカーはNBAドラフトにエントリーする。しかしサンアントニオ・スパーズでの最初のワークアウトは大失敗に終わり、グレッグ・ポポヴィッチHCからは大変に低い評価を受けた。しかし2度目のワークアウトで何とか眼鏡に適うようになり、2001年のNBAドラフトでスパーズから全体の28位指名を受けて入団した。スパーズの首脳陣はその時点でパーカーが他球団に指名されずに残っていることに驚いていた。もっともポポヴィッチはパーカーの指名に反対していたが、R・C・ビュフォードGMがポポヴィッチの反対意見を振り切り強行指名した。パーカーは「R・Cがいなかったら、僕がNBAでプレーすることはなかっただろう」と振り返っている。
 2001-02シーズン にNBAデビューを果たしてからも暫くの間はポポヴィッチHCの叱咤を受ける日々が続いたが、抜群のスピードとクイックネスは即戦力として通用した。開幕スターティングPGのポジションにはリーグ5年目だったアントニオ・ダニエルズがいたが、開幕5試合目を終えたところでポポヴィッチHCはスターティングPGをパーカーに変更。ルーキーながら、77試合中72試合にスターターで出場し、9.2得点、4.3アシストの成績を残し、オールルーキーファーストチームに選出された。
 2002-03シーズン は早くもチームの主力として全82試合出場を果たし、平均15.5得点はチーム2番目の成績だった。大黒柱のティム・ダンカンとパーカーに牽引されたチームはプレイオフを勝ち進み、4シーズンぶりにファイナルに進出。当時のトップPGジェイソン・キッド率いるニュージャージー・ネッツを4勝2敗で破り、NBAチャンピオンに輝いた。シリーズ中平均14得点を記録したパーカーは2年目にして早くも1つ目のチャンピオンリングを手に入れることになった。
 2003-04シーズン 長らくスパーズを支えてきたデビッド・ロビンソンがシーズン前に引退し、スパーズはダンカンにパーカー、そしてアルゼンチン出身のマヌ・ジノビリらを中心としたチームに移行した。優勝を果たしながらもポポヴィッチらチームの首脳陣はパーカーのプレイ振りには満足しておらず、試合の終盤には、スピーディ・クラクストンが起用される場面が多かった。このオフにはジェイソン・キッドの獲得に動いたが、実現には至らず。パーカーはチャンピオンチームの先発の座を死守した。

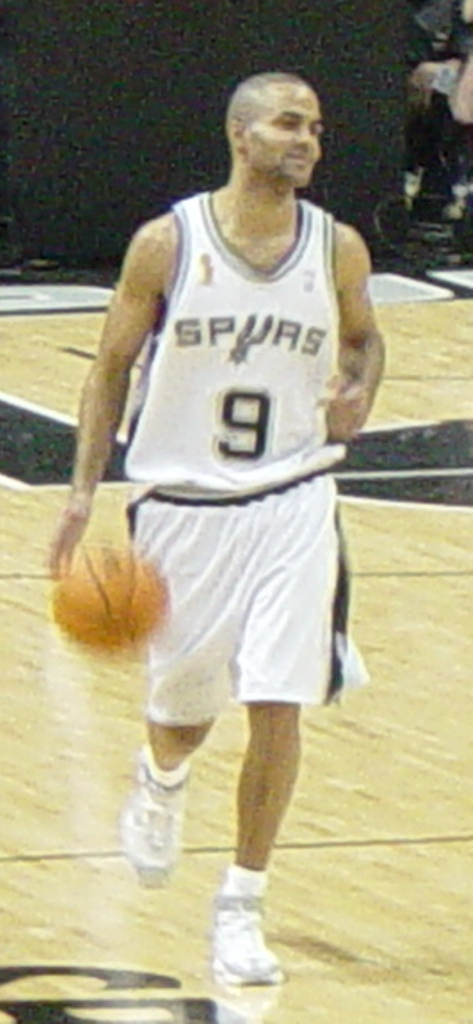
2005年、スパーズでプレイするパーカー

この年のプレーオフはカンファレンスセミファイナルでロサンゼルス・レイカーズに破れ、連覇はならなかった。
 2004-05シーズン は2位でプレーオフ進出。そしてファイナルまで勝ち進む。前シーズンチャンピオンチームのデトロイト・ピストンズと対戦し、パーカーは前シーズンファイナルMVPのチャンシー・ビラップスとマッチアップ。ピストンズの堅いディフェンスにスパーズは苦しめられたが、ジノビリがチームを牽引する活躍をし、またパーカーも平均13.9得点でチームに貢献、ゲーム7までもつれたシリーズをスパーズが制し、パーカーは2つ目のチャンピオンリングを手にした。
 2005-06シーズン パーカーは苦手だったロングレンジからのシュートを封印し、得意のペネトレイトからの得点により磨きをかけたことにより、フィールドゴール成功率が急上昇し、PGとしては異例の54.8%を記録。故障を抱え不調だったダンカンに代わりチームのリーディングスコアラーとして活躍し、平均18.9得点の成績を残し、初めてオールスターゲームに選出された。スパーズはチーム記録となる63勝19敗の成績を残したが、プレイオフではカンファレンスセミファイナルで宿敵ダラス・マーベリックスに敗れた。
 2006-07シーズン にはダンカンが復調し、スパーズは順調に勝ち続け、プレイオフでも対戦相手を次々と退けてファイナルに進出。レブロン・ジェームズ率いるクリーブランド・キャバリアーズと対戦した。このシリーズでパーカーは独擅場とも言える働き振りを見せ、平均24.5得点5リバウンド3.3アシスト、フィールドゴール成功率は57%を記録し、キャバリアーズを4戦全勝のスイープで打ち破った。パーカーはファイナル制覇3回目にして初のファイナルMVPを獲得、7月に控えた婚約者との挙式に華を添えた。
24歳になる以前に出場したプレイオフの試合数がNBA史上最多という記録を持つ。
 2007-08シーズン スタッツは昨年とほぼ変わらないが足の怪我により13試合に欠場。連覇が目標だったがカンファレンスファイナルでロサンゼルス・レイカーズに1勝しかできずに敗れる。
 2008-09シーズン チームは73年以来の開幕3連敗をしてしまう。しかし4戦目のミネソタ・ティンバーウルブズ戦でパーカーはキャリアハイの55得点10アシストの大活躍で連敗を止めた。NBA史上50得点、10アシストを成し遂げたのは彼で4人目であった。
 2009-10シーズン 怪我のため出場試合数は56に止まり、平均得点も前年より大きく下げた。パーカーの怪我により大幅に出場時間を増やしたジョージ・ヒルが期待を上回る活躍を見せ、オフにはパーカーをトレードで放出する案も浮上したが、結局、契約を延長した。
 2010-11シーズン 調子を戻し、フィールドゴール％も50％を超えたが、プレイオフでは、パーカーは好調を維持したが、チーム全体が勝負強さを欠き、1回戦で第8シードのメンフィス・グリズリーズにアップセットされるという事態を招いた。
 2011-12シーズン 2009年以来のNBAオールスターゲームのメンバーに選出。チームもシカゴ・ブルズと並ぶ50勝16敗のリーグ最高勝率でシーズン終了。プレーオフもユタ・ジャズ、ロサンゼルス・クリッパーズを4戦全勝で下し、カンファレンスファイナルは新興勢力のオクラホマシティ・サンダーとなった。まずはスパーズが2勝をあげる。しかしここから、ケビン・デュラント、ラッセル・ウェストブルック、ジェームス・ハーデンなど、若さ溢れるタレント集団が、驚異的な巻き返しを見せ、その後はまさかの4連敗を喫し、2007年以来のNBAファイナル進出はならず、パーカーにとっても失意のシーズンとなった。
 2012-13シーズン 6年振りにウェスタンカンファレンスを制し、ファイナルはレブロン・ジェームズ、ドウェイン・ウェイド、クリス・ボッシュのビッグスリー擁するマイアミ・ヒートとの対戦となった。パーカーは第1戦で体勢を崩しながらも決勝シュートを決め、ヒートを3勝2敗まで追い詰めたが、第6戦の勝利間近でのレイ・アレンの同点3ポイントシュートから形勢を逆転され、3勝4敗で屈した。
 2013-14シーズン リーグ最高勝率で勝ち上がり、プレーオフはダラス・マーベリックスに苦しめられたものの順調に勝ち上がり、カンファレンスファイナルは2シーズン前にファイナル進出を阻まれたオクラホマシティ・サンダーとの対決となった。スパーズは2連勝したもののその後2連敗を喫し、2シーズン前の悪夢が蘇るところだったが、ここでパーカーらが奮起し、2連勝しウェスタンカンファレンスを制した。そしてマイアミ・ヒートとの再戦となったNBAファイナルは、終始ヒートを圧倒し、7年振りにNBA優勝。パーカー自身も通算4個目のNBAチャンピオンリングを獲得した。
 2014-15シーズン 疲労の蓄積による欠場が増え、パティ・ミルズやコーリー・ジョセフなどに出場機会を譲ることが多くなったものの、ティム・ダンカンらと共にチームを牽引した。

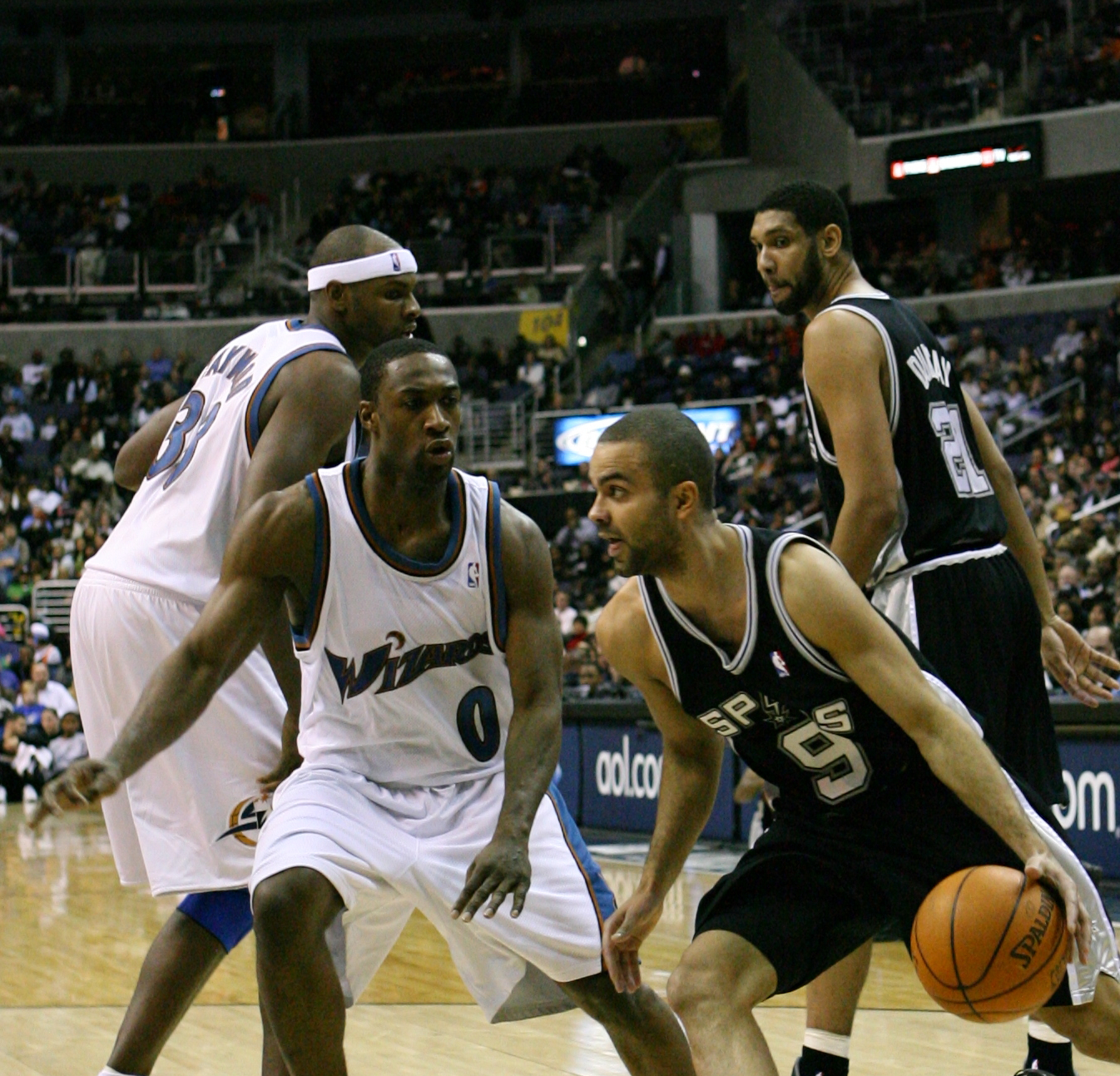
07–08シーズン,vsウィザーズ戦にてアリーナスとマッチアップするパーカー

2015年3月31日のマイアミ・ヒート戦に出場し、NBA史上最速で1,000試合出場を果たした。NBAで1,000試合出場を達成した114人目で、スパーズのみでの達成ではティム・ダンカンに続く2人目の選手であり、この時点での勝利数は718で、勝率でも歴代トップクラスに位置する。
チームは終盤戦の11連勝などで追い込み、55勝27敗の成績で、NBA初の16年連続50勝以上という偉業を達成。しかしウェスタンカンファレンス6位で終わり、上位シード権を失ってしまった。そしてロサンゼルス・クリッパーズとの対戦となったプレーオフ1stラウンドは、パーカー自身左足アキレス腱の負傷を抱えながらも奮闘したが、チームは3勝4敗で屈した。同シーズンについてパーカーは､「非常にタフでクレイジーなシーズンだったよ」と振り返っている。
 2015-16シーズン スパーズはラマーカス・オルドリッジを獲得し、カワイ・レナードの成長も相まってフランチャイズ記録となる67勝を記録し、パーカーは平均11.9得点を記録した。プレーオフに進み、メンフィス・グリズリーズをスィープで下したが、カンファレンス準決勝でオクラホマシティ・サンダーに2勝4敗で敗れた。
 2016-17シーズン チームの大黒柱であったティム・ダンカンが引退し、パウ・ガソルがその代わりを務めるべくシカゴ・ブルズから移籍し、61勝21敗でレギュラーシーズンを締め、フランチャイズ初となる2年連続の60勝以上を達成した。パーカーは63試合に出場し平均10.1得点を記録した。プレーオフは第2シードで前シーズンと同じメンフィス・グリズリーズと対戦し、4勝2敗でヒューストン・ロケッツとのカンファレンス準決勝に臨んだ。これまで好調を維持してきたパーカーであったが、第二戦の4クォーターに、ペイント内へのドライブ時に左の大腿四頭筋の腱を断裂し、以降のゲームに出場できないことが決まった。また実戦復帰は2018年1月頃になるとも報じられた。
 2017-18シーズン 前シーズンのプレーオフでの負傷で、復帰が2018年明けになると報じられたが、2017年11月に年中に復帰できるのではないかと報じられた。
2017年11月27日のダラス・マーベリックス戦で、復帰出場を果たし、このシーズンは55試合に出場し、シーズン途中の1月21日、グレッグ・ポポヴィッチヘッドコーチの決断で、長年ポイントガードのスタータを務めてきたパーカーは控えにまわり、ディジョンテ・マリーをスターターに起用することが発表された。
2018年4月22日のプレーオフ1stラウンド、ホーム2戦目となるゲーム4で、フィジカルなディフェンスと3ポイント攻勢で103-90で勝利し、。この勝利で、パーカーとマヌ・ジノビリは、コンビとしてプレーオフ勝利数を132として、NBA最多勝利デュオとなった。2位はティム・ダンカンとパーカーの131勝、3位はティム・ダンカンとジノビリの126勝、4位はコービー・ブライアントとデレク・フィッシャーの123勝、5位はマイケル・ジョーダンとスコッティ・ピッペンの117勝。

#### シャーロット・ホーネッツ
2018-19シーズン 2018年7月6日、シャーロット・ホーネッツと、2年1,000万ドルで契約することが報じられた。
2019年6月10日、現役引退を発表し、18年に渡るNBAキャリアを終えた。。
引退後の現地2019年8月16日、スパーズはパーカーの背番号9を永久欠番とすることを発表した。セレモニーは現地11月11日のメンフィス・グリズリーズ戦で行われた。

## スパーズ・ビッグスリー
ティム・ダンカン、マヌ・ジノビリとともに、スパーズのビッグスリーと呼ばれ、トリオ通算レギュラーシーズン試合数、通算勝利数、通算プレーオフ試合数、通算勝利数の全てでNBA歴代1位である。

## プレイスタイル
強気なゲームメイクと相手守備を切り裂くスピードを持ち味とするリーグ屈指のポイントガード。身長は188cmでNBA選手としては小柄だが、味方のスクリーンを使い、スピンムーブなどのドリブルテクニックを駆使したドライブから、ペイントエリアで得点を量産する。フィールドゴール成功率もキャリア平均で50％に近く、ガードの選手としてはきわめて高い数字を残している。ティアドロップショットと呼ばれる中距離から放つアーチの高いレイアップシュートはパーカーの大きな武器のひとつである(アレン・アイバーソンなど小柄な選手が得意としている）。ミドルレンジからのジャンプシュートを得意とし、3ポイントシュートは苦手としていたがキャリアの中盤から徐々に改善した。
 

## 個人成績

### NBAレギュラーシーズン
| シーズン   | チーム     | GP    | GS    | 勝  | 敗  | 勝率 | MPG  | FG%  | 3P%  | FT%  | RPG | APG | SPG | BPG | TO  | PPG  |
| ---------- | ---------- | ----- | ----- | --- | --- | ---- | ---- | ---- | ---- | ---- | --- | --- | --- | --- | --- | ---- |
| 2001–02    | SAS        | 77    | 72    | 55  | 22  | .764 | 29.4 | .419 | .323 | .675 | 2.6 | 4.3 | 1.2 | .1  | 2.0 | 9.2  |
| 2002–03    | SAS        | 82    | 82    | 60  | 22  | .732 | 33.8 | .464 | .337 | .755 | 2.6 | 5.3 | .9  | .1  | 2.4 | 15.5 |
| 2003–04    | SAS        | 75    | 75    | 54  | 21  | .720 | 34.4 | .447 | .312 | .702 | 3.2 | 5.5 | .8  | .0  | 2.4 | 14.7 |
| 2004–05    | SAS        | 80    | 80    | 58  | 22  | .725 | 34.2 | .482 | .276 | .650 | 3.7 | 6.1 | 1.2 | .1  | 2.7 | 16.6 |
| 2005–06    | SAS        | 80    | 80    | 61  | 19  | .763 | 33.9 | .548 | .306 | .707 | 3.3 | 5.8 | 1.0 | .1  | 3.1 | 18.9 |
| 2006–07    | SAS        | 77    | 77    | 55  | 22  | .714 | 32.5 | .520 | .395 | .783 | 3.2 | 5.5 | 1.1 | .1  | 2.5 | 18.6 |
| 2007–08    | SAS        | 69    | 68    | 48  | 21  | .696 | 33.5 | .494 | .258 | .715 | 3.2 | 6.0 | .8  | .1  | 2.4 | 18.8 |
| 2008–09    | SAS        | 72    | 71    | 47  | 25  | .653 | 34.1 | .506 | .292 | .782 | 3.1 | 6.9 | .9  | .1  | 2.6 | 22.0 |
| 2009–10    | SAS        | 56    | 50    | 34  | 22  | .607 | 30.9 | .487 | .294 | .756 | 2.4 | 5.7 | .5  | .1  | 2.7 | 16.0 |
| 2010–11    | SAS        | 78    | 78    | 60  | 18  | .769 | 32.4 | .519 | .357 | .769 | 3.1 | 6.6 | 1.2 | .0  | 2.6 | 17.5 |
| 2011–12    | SAS        | 60    | 60    | 47  | 13  | .783 | 32.0 | .480 | .230 | .799 | 2.9 | 7.7 | 1.0 | .1  | 2.6 | 18.3 |
| 2012–13    | SAS        | 66    | 66    | 47  | 19  | .712 | 32.9 | .522 | .353 | .845 | 3.0 | 7.6 | .8  | .1  | 2.6 | 20.3 |
| 2013–14    | SAS        | 68    | 68    | 51  | 17  | .750 | 29.4 | .499 | .373 | .811 | 2.3 | 5.7 | .5  | .1  | 2.2 | 16.7 |
| 2014–15    | SAS        | 68    | 68    | 48  | 20  | .701 | 28.7 | .486 | .427 | .783 | 1.9 | 4.9 | .6  | 0   | 2.1 | 14.4 |
| 2015–16    | SAS        | 72    | 72    | 59  | 13  | .819 | 27.5 | .493 | .415 | .760 | 2.4 | 5.3 | .8  | .2  | 1.8 | 11.9 |
| 2016–17    | SAS        | 63    | 63    | 46  | 17  | .730 | 25.2 | .466 | .333 | .726 | 1.8 | 4.5 | .5  | .0  | 1.4 | 10.1 |
| 2017–18    | SAS        | 55    | 21    | 32  | 23  | .582 | 19.5 | .459 | .270 | .705 | 1.7 | 3.5 | .5  | .0  | 1.2 | 7.7  |
| SAS Career | SAS Career | 1,198 | 1,151 | 862 | 336 | .720 | 31.1 | .492 | .326 | .752 | 2.8 | 5.7 | .9  | .1  | 2.3 | 15.8 |
| 2018–19    | CHA        | 56    | 0     | 30  | 26  | .536 | 17.9 | .460 | .255 | .734 | 1.5 | 3.7 | .4  | .1  | 1.3 | 9.5  |
| All Career | All Career | 1,254 | 1,151 | 892 | 362 | .711 | 30.5 | .491 | .324 | .751 | 2.7 | 5.6 | .8  | .1  | 2.3 | 15.5 |

| シーズン     | チーム   | GP | GS | 勝 | 敗 | 勝率 | MPG  | FG%  | 3P%  | FT%   | RPG | APG | SPG | BPG | TO  | PPG |
| ------------ | -------- | -- | -- | -- | -- | ---- | ---- | ---- | ---- | ----- | --- | --- | --- | --- | --- | --- |
| オールスター | ウェスト | 6  | 0  | 4  | 2  | .785 | 18.3 | .522 | .167 | 1.000 | 1.8 | 4.7 | .8  | .0  | 2.7 | 8.8 |

### NBAプレーオフ
| シーズン | チーム | GP  | GS  | 勝  | 敗 | 勝率 | MPG  | FG%  | 3P%  | FT%  | RPG | APG | SPG | BPG | TO  | PPG  |
| -------- | ------ | --- | --- | --- | -- | ---- | ---- | ---- | ---- | ---- | --- | --- | --- | --- | --- | ---- |
| 2002     | SAS    | 10  | 10  | 4   | 6  | .400 | 34.1 | .456 | .370 | .750 | 2.9 | 4.0 | .9  | .1  | 2.2 | 15.5 |
| 2003     | SAS    | 24  | 24  | 16  | 8  | .667 | 33.9 | .403 | .268 | .713 | 2.8 | 3.5 | .9  | .1  | 2.0 | 14.7 |
| 2004     | SAS    | 10  | 10  | 6   | 4  | .600 | 38.6 | .429 | .395 | .657 | 2.1 | 7.0 | 1.3 | .1  | 3.1 | 18.4 |
| 2005     | SAS    | 23  | 23  | 16  | 7  | .696 | 37.3 | .454 | .188 | .632 | 2.9 | 4.3 | .7  | .1  | 3.1 | 17.2 |
| 2006     | SAS    | 13  | 13  | 7   | 6  | .538 | 36.5 | .460 | .222 | .810 | 3.6 | 3.8 | 1.0 | .1  | 3.1 | 21.1 |
| 2007     | SAS    | 20  | 20  | 16  | 4  | .800 | 37.6 | .480 | .333 | .679 | 3.4 | 5.8 | 1.1 | .0  | 3.3 | 20.8 |
| 2008     | SAS    | 17  | 17  | 9   | 8  | .529 | 38.5 | .497 | .350 | .753 | 3.7 | 6.1 | .9  | .1  | 2.9 | 22.4 |
| 2009     | SAS    | 5   | 5   | 1   | 4  | .200 | 36.2 | .546 | .214 | .710 | 4.2 | 6.8 | 1.2 | .2  | 4.2 | 28.6 |
| 2010     | SAS    | 10  | 2   | 4   | 6  | .400 | 33.5 | .474 | .667 | .595 | 3.8 | 5.4 | .6  | .0  | 2.2 | 17.3 |
| 2011     | SAS    | 6   | 6   | 2   | 4  | .333 | 36.8 | .462 | .125 | .756 | 2.7 | 5.2 | 1.3 | .3  | 3.3 | 19.7 |
| 2012     | SAS    | 14  | 14  | 10  | 4  | .714 | 36.1 | .453 | .333 | .807 | 3.6 | 6.8 | .9  | .0  | 3.1 | 20.1 |
| 2013     | SAS    | 21  | 21  | 15  | 6  | .714 | 36.4 | .458 | .355 | .777 | 3.2 | 7.0 | 1.1 | .1  | 2.5 | 20.6 |
| 2014     | SAS    | 23  | 23  | 16  | 7  | .696 | 31.3 | .486 | .371 | .729 | 2.0 | 4.8 | 0.7 | .0  | 2.7 | 17.4 |
| 2015     | SAS    | 7   | 7   | 3   | 4  | .429 | 30.0 | .363 | .000 | .588 | 3.3 | 3.6 | .3  | .0  | 1.6 | 10.9 |
| 2016     | SAS    | 10  | 10  | 6   | 4  | .600 | 26.4 | .449 | .250 | .857 | 2.2 | 5.3 | .6  | .2  | 1.8 | 10.4 |
| 2017     | SAS    | 8   | 8   | 5   | 3  | .625 | 26.4 | .526 | .579 | 1.00 | 2.5 | 3.1 | .5  | .0  | 1.5 | 15.9 |
| 2018     | SAS    | 5   | 0   | 1   | 4  | .200 | 13.4 | .378 | .000 | .714 | .8  | 1.2 | .4  | .0  | .8  | 6.6  |
| Career   | Career | 226 | 213 | 137 | 89 | .606 | 34.3 | .461 | .309 | .731 | 2.9 | 5.1 | .9  | .1  | 2.6 | 17.9 |

## 受賞歴
- 2002年 オールルーキーファーストチーム
- 2007年 NBAファイナルMVP
- 2012~14年 オールNBAセカンドチーム
- 2009年 オールNBAサードチーム

## フランス代表

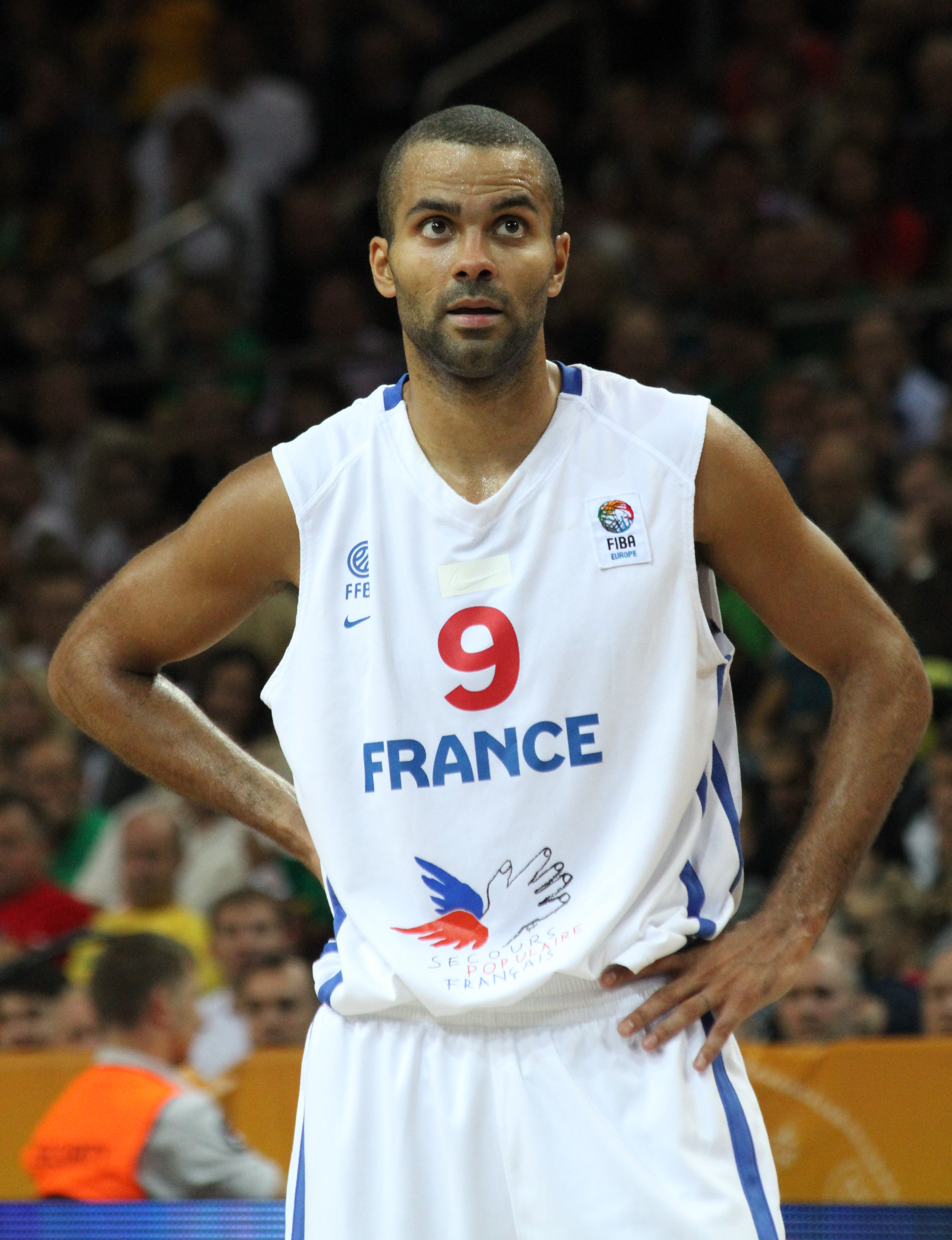
フランス代表でのパーカー (2011年)

2000年のジュニア・ヨーロッパ選手権では優勝を果たした。以来フランスナショナルチームとして、2005年ヨーロッパ選手権で銅メダル、2011年ヨーロッパ選手権で銀メダル、2013年ヨーロッパ選手権では、ボリス・ディアウ、ニコラス・バトゥム、ナンド・デ・コロらとともに金メダルを獲得し、この大会でMVPを獲得している。
ユーロバスケット2013で、リトアニアを80対66で破り優勝し、MVPとなった。2015年9月、ユーロバスケット史上、歴代1位となる1,032得点を記録した。

## その他

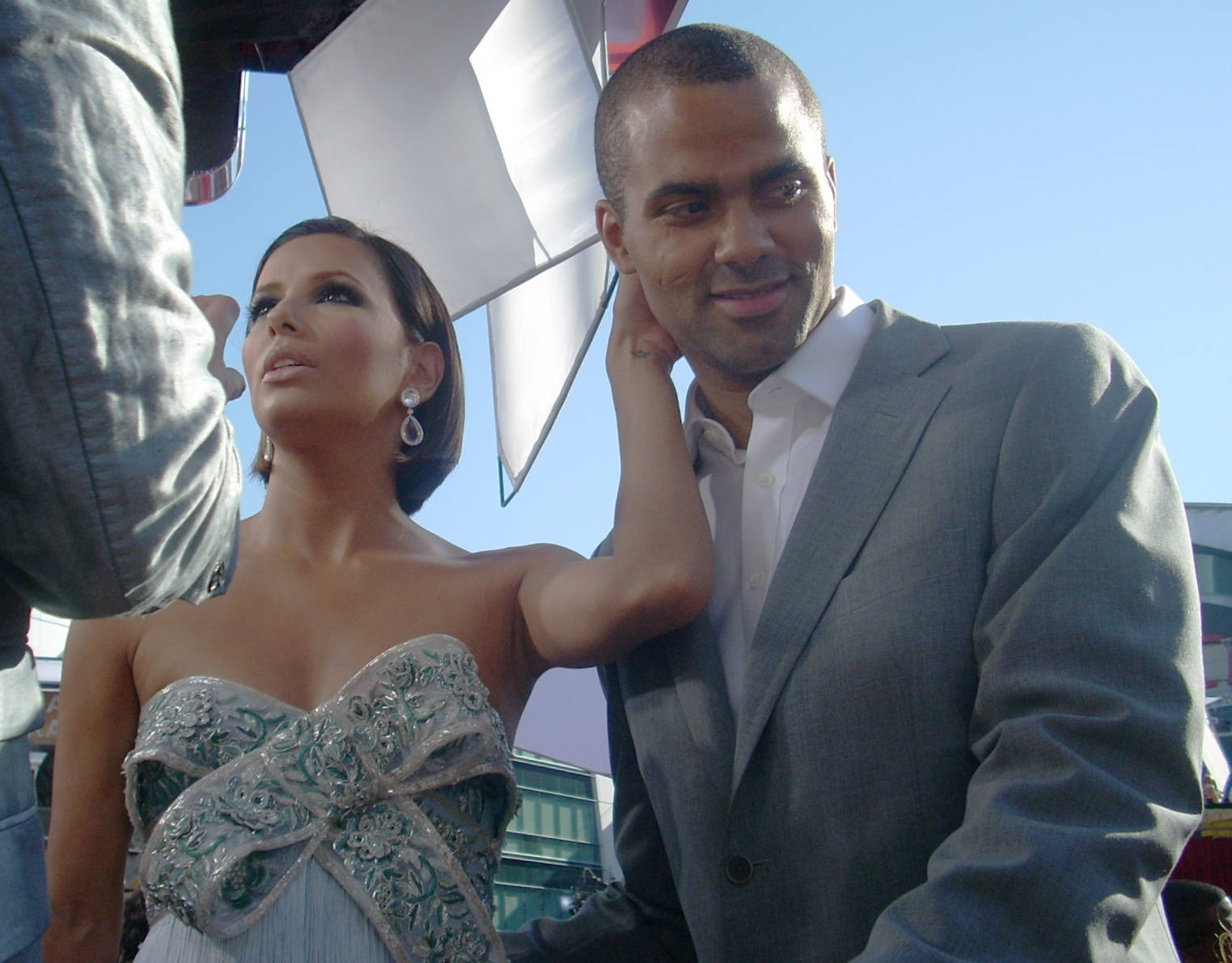
エヴァとパーカー,2008年エミー賞にて

- 『デスパレートな妻たち』（日本ではNHKにて放映）にも出演している女優のエヴァ・ロンゴリアと2006年に婚約し、2007年7月にパリで結婚式を挙げた。式にはグレッグ・ポポヴィッチやボリス・ディアウなどのNBA関係者を始め、パーカーの友人であるティエリ・アンリや歌手のシェリル・クロウなども招かれた。しかし、2010年11月に離婚が成立。
- クールな表情と熱いプレーでフランス国内の女性から圧倒的な支持を受けている。
- スイスの時計ブランドTISSOTが2011年よりスポンサード。
- フランスプロサッカーリーグリーグ・アンの強豪パリ・サンジェルマンFCの大ファンである。
- Infinity Nine Horsesという名義で馬主として競走馬を保有している。2022年にはMangoustine（マンゴスチン）でG1プール・デッセ・デ・プーリッシュ（フランス1000ギニー）を勝利した[19]。